# Tigran Guevorg Martirossian
Tigran Guevorg Martirossian (9 de junho de 1983) é um halterofilista armênio.
Martirossian conquistou a medalha de bronze nos Jogos Olímpicos de Verão de 2008, com um total combinado de 338 kg (153 kg no arranque + 185 kg no arremesso), na categoria até 69 kg. Porém, em 31 de agosto de 2016, foi desclassificado após a reanálise de seu teste antidoping confirmar o uso de estanozolol e turinabol.
No Campeonato Mundial de 2009, Martirossian competiu na categoria até 77 kg e ficou em segundo lugar, com um total de 370 kg (170 kg + 200 kg), atrás do chinês Lu Xiaojun, que levantou 378 kg (174 kg + 204 kg).
No Mundial de 2010, Martirossian venceu a competição, conquistando o título com um total de 373 kg (173 kg + 200 kg), ficando à frente de Lu Xiaojun, que levantou 370 kg (170 kg + 200 kg).
Quadro de resultados
| Ano  | Competição                | Lugar        | Total  | Posição | Arranque | Posição | Arremesso | Posição | Classe de peso |
| ---- | ------------------------- | ------------ | ------ | ------- | -------- | ------- | --------- | ------- | -------------- |
| 2005 | Campeonato Mundial Júnior | Busan        | 293 kg | 10.     | 133 kg   | 8.      | 160 kg    | 12.     | –69 kg         |
| 2005 | Campeonato Europeu Júnior | Trenčín      | 309 kg | 3       | 142 kg   | 2       | 167 kg    | 4.      | –69 kg         |
| 2006 | Campeonato Europeu        | Władysławowo | ---    |         | 146 kg   | 2       |           |         | –69 kg         |
| 2006 | Campeonato Europeu Júnior | Palermo      | 330 kg | 1       | 150 kg   | 1       | 180 kg    | 1       | –69 kg         |
| 2006 | Campeonato Mundial        | São Domingos | 306 kg | 6.      | 140 kg   | 8.      | 166 kg    | 10.     | –69 kg         |
| 2007 | Campeonato Europeu        | Strasbourg   | 331 kg | 2       | 155 kg   | 1       | 176 kg    | 3       | –69 kg         |
| 2007 | Campeonato Mundial        | Chiang Mai   | ---    |         |          |         | 171 kg    | 16.     | –69 kg         |
| 2008 | Campeonato Europeu        | Lignano      | 346 kg | 1       | 158 kg   | 1       | 188 kg    | 2       | –69 kg         |
| 2008 | Jogos Olímpicos *         | Pequim       | 338 kg | DSQ     | 153 kg   |         | 185 kg    |         | –69 kg         |
| 2009 | Campeonato Mundial        | Goyang       | 370 kg | 2       | 170 kg   | 2       | 200 kg    | 4.      | –77 kg         |
| 2010 | Campeonato Europeu        | Minsk        | 360 kg | 1       | 165 kg   | 1       | 195 kg    | 1       | –77 kg         |
| 2010 | Campeonato Mundial        | Antália      | 373 kg | 1       | 173 kg   | 1       | 200 kg    | 2       | –77 kg         |
| 2011 | Campeonato Mundial        | Paris        | 366 kg | 4.      | 166 kg   | 3       | 190 kg    | 6.      | –77 kg         |
| 2014 | Campeonato Europeu        | Tel Aviv     | 342 kg | 4.      | 157 kg   | 1       | 185 kg    | 4.      | –77 kg         |
| 2015 | Campeonato Europeu        | Tiblíssi     | 351 kg | 1       | 160 kg   | 2       | 191 kg    | 2       | –77 kg         |
| 2015 | Campeonato Mundial        | Houston      | ---    |         |          |         |           |         | –77 kg         |
| 2016 | Campeonato Europeu        | Førde        | 352 kg | 2       | 160 kg   | 2       | 192 kg    | 2       | –77 kg         |

* Nos Jogos Olímpicos as medalhas são dadas somente para o total combinado
Martirossian estabeleceu alguns recordes para juvenis (até 17 anos) e para juniores (17-20 anos), no halterofilismo.
Quadro de recordes
| Data       | Disciplina | Marca  | Classe de peso | Lugar   |
| ---------- | ---------- | ------ | -------------- | ------- |
| 05.10.2005 | Arranque   | 142 kg | –69 kg         | Trenčín |
| 17.04.2008 | Arranque   | 158 kg | –69 kg         | Lignano |
| 17.04.2008 | Total      | 338 kg | –69 kg         | Lignano |
| 17.04.2008 | Total      | 343 kg | –69 kg         | Lignano |
| 17.04.2008 | Total      | 346 kg | –69 kg         | Lignano |

|  | — Recorde mundial para juvenis  |
|  | — Recorde mundial para juniores |